# Брагина, Людмила Ивановна
Людмила Ивановна Брагина (род. 24 июля 1943, Берёзовский) — советская бегунья на средние дистанции, заслуженный мастер спорта СССР (1972), выступала за «Динамо» (Краснодар). Чемпионка Летних Олимпийских игр 1972 года (Мюнхен, ФРГ) в беге на 1500 м

## Биография
Первый тренер ― Михаил Махов. С 1966 года тренировалась под руководством Виктора Алексеевича Казанцева.
Олимпийская чемпионка 1972 года, многократная чемпионка СССР. Выступала на дистанциях 1500 и 3000 метров, а также в кроссе.
В 1972 году в Мюнхене Людмила Брагина открыла список олимпийских чемпионок на дистанции 1500 м. Ей принадлежит никем не повторенное достижение — она трижды устанавливала мировые рекорды в забеге (4.06.05), в полуфинале (4.05.01), и в финале (4.01.4). На Олимпиаде 1976 года в беге на 1500 м заняла 5-е место.
Шестикратная рекордсменка мира (1972—1976) в беге на 1500 и 3000 м. Победитель Матчей СССР — США по лёгкой атлетике
Член КПСС с 1976 года.
С 1978 по 1989 год государственный тренер Спорткомитета СССР (Красноярский край).

## Рекорды Людмилы Брагиной
- 1500 м — 4 мин 01.4 сек (1972)
- 3000 м — 8 мин 27.12 сек (1976)[6].

## Награды
- Орден Трудового Красного Знамени;
- Медаль «Герой труда Кубани» (Краснодарский край, февраль 2005) — за большой личный вклад в развитие физической культуры и спорта, подготовку олимпийского резерва на Кубани и высокие спортивные достижения[7];
- Почетный гражданин города Краснодара (1993)[8].

## Память
Перед центральным входом стадиона «Динамо» в Краснодаре установлен памятник олимпийской чемпионки Людмилы Брагиной.